# Loki (serie televisiva)
Loki è una serie televisiva statunitense, ideata da Michael Waldron per il servizio di streaming Disney+, basata sulle pubblicazioni di Marvel Comics presentanti l'omonimo personaggio. È la terza serie televisiva del Marvel Cinematic Universe (MCU) prodotta dai Marvel Studios, condividendo la continuity con i film del franchise. La serie è ambientata dopo gli eventi di Avengers: Endgame (2019), dove una versione alternativa di Loki crea una nuova linea temporale. Waldron funge da capo sceneggiatore e Kate Herron da regista della prima stagione, mentre Eric Martin e il duo Justin Benson e Aaron Moorhead svolgono rispettivamente i ruoli di capo sceneggiatore e capo del team creativo della seconda stagione.
Tom Hiddleston riprende il ruolo di Loki dai film, affiancato da Gugu Mbatha-Raw, Wunmi Mosaku, Eugene Cordero, Tara Strong, Owen Wilson, Sophia Di Martino e Ke Huy Quan.
Loki ha debuttato il 9 giugno 2021 su Disney+. La prima stagione è parte della Fase Quattro del MCU. Una seconda stagione della serie, che fa parte della Fase Cinque, è stata trasmessa dal 6 ottobre 2023.

## Trama

### Prima stagione
Dopo aver rubato il Tesseract durante gli eventi di Avengers: Endgame, un Loki alternativo viene catturato dalla Time Variance Authority (TVA), un'organizzazione che esiste al di fuori dello spazio-tempo e monitora le linee temporali. La TVA offre a Loki due opzioni: essere cancellato dall'esistenza, poiché egli è una variante temporale, oppure aiutarli a fermare una pericolosa minaccia. Loki si trova così coinvolto in un'avventura che lo porterà a viaggiare per il tempo, per lo spazio e nel multiverso.

### Seconda stagione
Dopo gli eventi della prima stagione, che hanno portato all'apertura del multiverso, Loki collabora con Mobius, B-15 e altri agenti della TVA nel combattere una battaglia "per l'anima della TVA"; nel mentre, viaggiano attraverso il multiverso in cerca di Sylvie, Ravonna e Miss Minutes.

## Episodi
| Stagione         | Episodi | Pubblicazione |
| ---------------- | ------- | ------------- |
| Prima stagione   | 6       | 2021          |
| Seconda stagione | 6       | 2023          |

## Personaggi e interpreti

### Principali
- Loki (stagioni 1-2), interpretato da Tom Hiddleston, doppiato da David Chevalier:
Dio dell'inganno e fratello adottivo di Thor. Questa versione di Loki ha creato una nuova linea temporale in Avengers: Endgame (2019) e non ha vissuto gli eventi di Thor: The Dark World (2013) e Thor: Ragnarok (2017), in cui si era redento per i suoi crimini prima di morire in Avengers: Infinity War (2018).[6][7] Hiddleston descrisse Loki come "il mutaforma per antonomasia", affermando che la sua capacità di trasformarsi rende impossibile stabilire se sia "un eroe, un cattivo o un antieroe",[8] e chiedendosi se, cambiando così spesso aspetto, il personaggio sappia davvero chi è e se sia davvero interessato a scoprirlo.[9] Hiddleston spiegò che la serie avrebbe permesso al personaggio di uscire dal solito schema che lo vede acquisire la fiducia delle persone, tradire tale fiducia, diventare un cattivo e ricominciare da capo, permettendo in tal modo al personaggio di evolvere e cambiare.[10] Nella serie Loki viene identificato come gender fluid, un aspetto su cui i media del settore avevano già speculato, date le abilità mutaforma del personaggio, e dal momento che nei fumetti il personaggio viene già identificato in tal modo.[11]
- Mobius M. Mobius (stagioni 1-2), interpretato da Owen Wilson, doppiato da Francesco Prando:
Un agente della Time Variance Authority (TVA) specializzato nei casi riguardanti i criminali temporali più pericolosi; diventa amico di Loki e, dopo aver scoperto la verità sulla TVA, si rivolta contro l'organizzazione.[9][10] La regista Kate Herron paragonò Mobius a un detective hard boiled,[12] mentre Wilson lo accostò al personaggio di Jack Cates nel film 48 ore (1982).[10] Herron definì Mobius una sorta di mentore e un terapista che sprona Loki, e lei e Wilson parlarono a lungo di Will Hunting - Genio ribelle (1997) come modello per sviluppare tale lato del personaggio.[13]
- Sylvie (stagioni 1-2), interpretata da Sophia Di Martino, doppiata da Martina Felli:
Una variante femminile di Loki che attacca la Sacra Linea Temporale.[14] Il personaggio ha rigettato il nome di Lady Loki e usa Sylvie come alias.[15] Il personaggio è ispirato ai personaggi dei fumetti Sylvie Lushton / Incantatrice e a Lady Loki, ma ha una storia e delle caratteristiche uniche rispetto a quei personaggi e al Loki di Hiddleston.[16][17] Di Martino venne aiutata da Hiddleston nel preparare il personaggio, incorporando alcune caratteristiche tipiche di Loki in Sylvie.[18] Per lo stile di combattimento di Sylvie, Di Martino si ispirò alle scene di lotta di Atomica bionda (2017), definendo Sylvie come una "combattente di strada" e contrapponendo il suo stile a quello "aggraziato" di Loki.[19] Cailey Fleming interpreta Sylvie da bambina.[20]
- Ravonna Renslayer (stagioni 1-2), interpretata da Gugu Mbatha-Raw, doppiata da Eleonora Reti:
Una giudice della TVA che lavora al caso di Loki; quando la verità sulla TVA viene scoperta, lei decide di portare avanti la sua causa.[10] La regista Kate Herron descrisse il personaggio come un "camaleonte" per come cerca di restare in bilico tra il lavoro e il suo rapporto di amicizia con Mobius.[10]
- Cacciatrice B-15 (stagioni 1-2), interpretata da Wunmi Mosaku, doppiata da Mattea Serpelloni:
Una influente Cacciatrice della TVA.[10][21] Mosaku descrisse il personaggio come "molto forte fisicamente" e con un grande senso di lealtà nei confronti della TVA ma dopo aver scoperto la verità grazie a Sylvie ovvero di essere una variante di se stessa che è stata rapita dal capo della TVA e che i suoi ricordi originari erano stati cancellati si rivolta contro l'organizzazione insieme a Mobius e rivela agli altri membri la verità su di loro.[10]
- Casey (stagioni 1-2), interpretato da Eugene Cordero, doppiato da Luca Mannocci:
Un dipendente della TVA.[22][23]
- Miss Minutes (stagioni 1-2), doppiata in originale da Tara Strong, in italiano da Sara Ferranti:
Un orologio antropomorfo, mascotte animata della TVA ma in realtà si scopre essere la serva di Colui che rimane.[24] Il personaggio, ispirato a Mr. DNA del film Jurassic Park (1993),[24][25] avrebbe dovuto apparire solo in una sequenza animata nel primo episodio, ma gli sceneggiatori la trovarono divertente e decisero di includerla nella serie.[24] Herron la descrisse come "una sorta di Roger Rabbit", affermando che il suo design era ispirato a quello di Felix the Cat.[26]
- Cacciatore X-05 (stagione 2), interpretato da Rafael Casal, doppiato da Giorgio Paoni:
Un cacciatore della TVA molto vicino al generale Dox.[27] Casal lo ha definito "lo specchio di Loki", ovvero "un'altra persona che si sente ferita. È un personaggio un po' perduto e sembra quasi una versione precedente di Loki, che si riflette su di lui". Il regista Dan DeLeeuw ha definito X-05 "più di un cattivo, più di un peso; ma piuttosto un ostacolo per Loki".[28] X-05 trova la sua vita reale sulla Sacra Linea Temporale e diventa l'attore Brad Wolfe. DeLeeuw ritiene che Casal abbia portato "un'umanità interessante" nell'interpretazione di Wolfe, spiegando che è stata una sua scelta diventare Wolfe per liberarsi dal fatto che la TVA fosse la realtà di X-05. Inoltre, il team creativo "non ha potuto resistere" ad avere un personaggio che non credeva più nella realtà della TVA che diventasse un attore, dato che Wolfe ora "indossa una percezione della realtà per vivere".[28]
- Generale Dox (stagione 2), interpretata da Kate Dickie, doppiata da Daniela Abbruzzese:
Un generale della TVA che fa parte del nuovo consiglio dei giudici dopo la scomparsa di Renslayer;[29] crede ancora nella missione della TVA di eliminare le linee temporali ramificate.[30]
- Giudice Gamble (stagione 2), interpretata da Liz Carr:
Una giudice della TVA che presiede il consiglio sostitutivo a Ravonna.[27]
- Cacciatore D-90 (stagioni 1-2), interpretato da Neil Ellice, doppiato da Matteo Di Lillo (stagione 1), Gianpaolo Caprino (stagione 2 episodi 1-2), Stefano Annunziato (stagione 2 episodio 4):
Un cacciatore della TVA, inizialmente ostile a Mobius, B-15 e Loki ma che passa dalla loro parte dopo la scoperta della verità sulla TVA.[31]
- Ouroboros "O.B." (stagione 2), interpretato da Ke Huy Quan, doppiato da Stefano Billi:
Un agente della TVA che lavora nel dipartimento riparazioni e avanzamento.[32] Descritto come il "ragazzo delle riparazioni eccentrico", Wright ha spiegato che ogni pezzo di tecnologia della TVA è stato progettato da OB oppure lui sa come ripararlo e mantenerlo operativo.[32]

### Ospiti
- C-20 (stagione 1), interpretata da Sasha Lane, doppiata da Laura Baldassarre:
Una Cacciatrice della TVA rapita e incantata da Sylvie.[22][14]
- Kid Loki (stagione 1), interpretato da Jack Veal, doppiato da Adriano Venditti:
Una giovane variante di Loki che ha ucciso Thor e considera se stesso re del Vuoto.[33][34]
- Loki vanaglorioso (stagione 1), interpretato da DeObia Oparei, doppiato da Alessandro Ballico:
Una variante di Loki che si vanta delle sue imprese, esagerandone la grandezza.[33]
- Classic Loki (stagione 1), interpretato da Richard E. Grant, doppiato da Marco Mete:
Una variante anziana di Loki che è sfuggita a Thanos e ha deciso di nascondersi per il resto della sua vita.[33]
- President Loki (stagione 1), interpretato da Tom Hiddleston, doppiato da David Chevalier:
Una variante di Loki che mira a governare il Vuoto, creando un evento Nexus per essere divenuto presidente degli Stati Uniti nella propria linea temporale.
- Colui che rimane (stagioni 1-2), interpretato da Jonathan Majors, doppiato da Gabriele Lopez:
Uno scienziato del trentunesimo secolo che ha creato la TVA per salvare la Linea Temporale dalle sue varianti malvagie. Tuttavia, creando la TVA è diventato un dittatore e ha rapito varianti di altre persone per poi cancellare i loro ricordi facendo credere loro di essere stati creati dai custodi del tempo, i quali sono in realtà marionette robotiche al suo servizio. Il personaggio venne alterato rispetto alla sua controparte cartacea in modo da renderlo una variante di Kang il Conquistatore, ed è ispirato parzialmente anche a Immortus[35]. Waldron affermò che la Marvel era alla ricerca di un attore carismatico e magnetico per interpretare Colui che rimane e descrisse il personaggio come un "sociopatico molto carismatico".[36] Majors lavorò con Herron e i Marvel Studios per sviluppare la psicologia del personaggio, che è rimasto da solo per molto tempo. Herron spiegò di aver cercato di trovare "quella linea sottile tra la sua parte estroversa e quella introversa".[35] Per interpretare il ruolo, Majors si ispirò ai suoi studi come pagliaccio alla Yale School of Drama.[37] Affermò inoltre di essere ispirato a Il mago di Oz (1939), Viale del tramonto (1950), Quarto potere (1941) e Willy Wonka e la fabbrica di cioccolato (1971), ritenendo Colui che rimane "l'archetipo del mago e di ciò che accade quando si annoia [...] e diventa un trickster".[38]
- Victor Timely (stagione 2), interpretato da Jonathan Majors, doppiato da Gabriele Lopez:
Un industriale e inventore nel 1893 su una linea temporale ramificata, creatore di una prima versione del Telaio Temporale. Timido e balbuziente, viene reputato un truffatore in quanto le sue idee sono troppo avanzate per i suoi tempi.[39] Discutendo la personalità contrastante di Timely rispetto alle altre varianti di Kang, Wright ha detto che era "divertente" avere Timely come "una specie di inventore eccentrico e tranquillo che forse è, tipo, un po' fuori tempo e fuori posto" rispetto all'aspettativa che la prossima variante di Kang appaia nell'MCU come "un cattivo fantascientifico del futuro".[40] I Marvel Studios erano entusiasti di continuare ad esplorare Kang e le sue varianti nella stagione, desiderando in particolare Timely per Loki, con il produttore esecutivo Kevin Wright che ha notato che la sua inclusione e integrazione sarebbero state "una parte importante" della stagione.[32]

Jaimie Alexander riprende il ruolo di Sif dai precedenti film del MCU in un cameo non accreditato, mentre Chris Hemsworth ha un cameo vocale non accreditato nel ruolo di Throg. Oltre a interpretare Colui che rimane, Majors ha dato voce ai tre Custodi del Tempo.

## Produzione

### Sviluppo

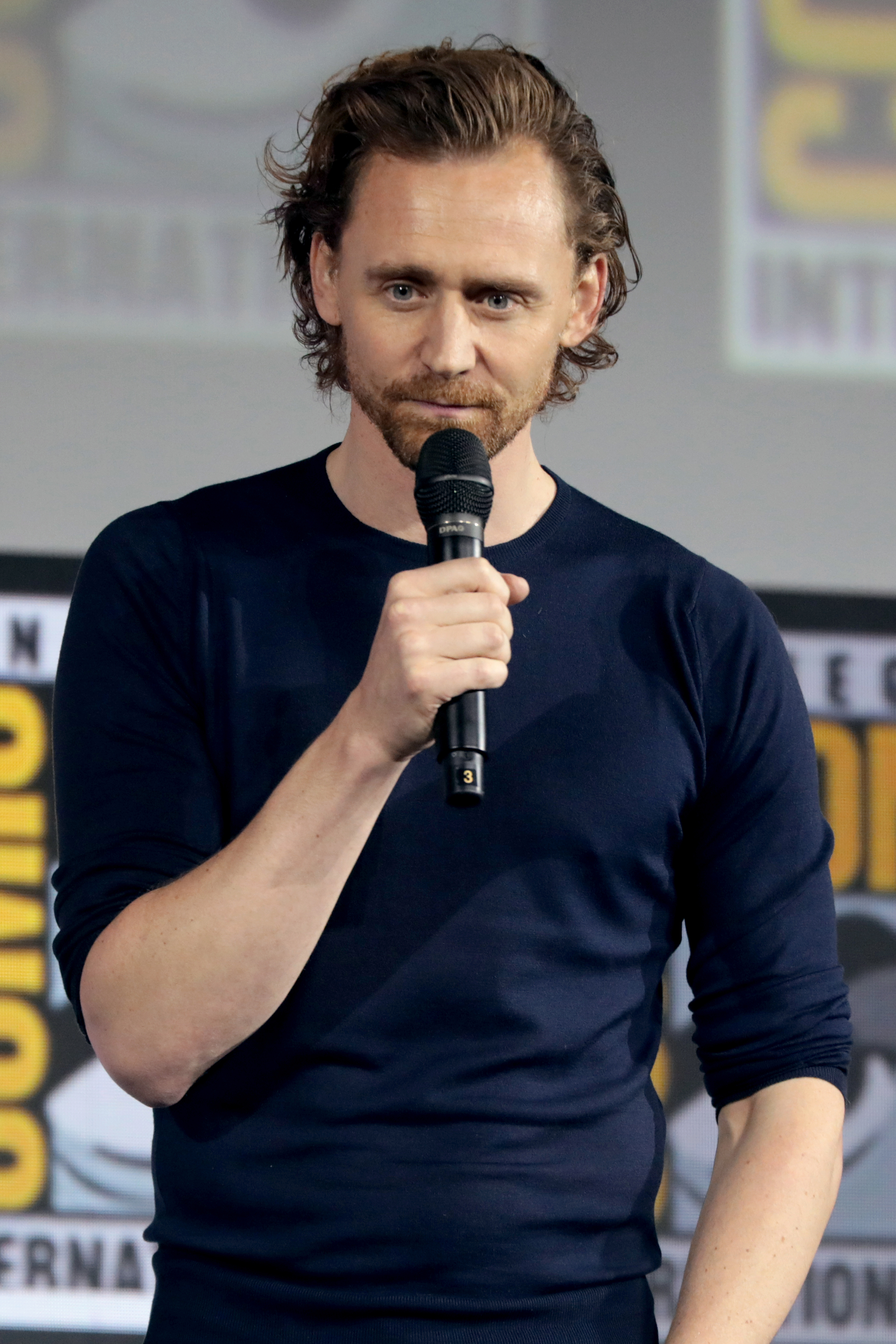
Tom Hiddleston presenta la serie al San Diego Comic-Con International 2019.

Nel settembre 2018, i Marvel Studios erano al lavoro su diverse serie limitate per il servizio di streaming Disney+, di proprietà della Walt Disney Company, incentrate sui personaggi secondari dei film del Marvel Cinematic Universe (MCU). Variety riportò che gli attori che interpretavano i personaggi nei film avrebbero ripreso i loro ruoli nelle serie limitate e che ogni serie avrebbe avuto dai sei agli otto episodi, con un "budget elevato" al pari delle produzioni cinematografiche. Inoltre, le serie sarebbero state prodotte direttamente dai Marvel Studios piuttosto che dalla Marvel Television, che aveva prodotto le precedenti serie televisive del MCU. Venne riportato che il presidente dei Marvel Studios Kevin Feige avrebbe avuto un "ruolo attivo" nello sviluppo di ogni serie. Nel novembre 2018 il CEO della Disney Bob Iger confermò lo sviluppo di una serie incentrata su Loki e il coinvolgimento di Tom Hiddleston. L'idea di una serie televisiva su Loki nacque dalla longevità del personaggio e dal potenziale delle storie incentrate su lui da poter raccontare; Feige vide inoltre la serie come un'opportunità per esplorare altri aspetti di Loki al di fuori del suo rapporto con Thor.
Nel febbraio 2019 Michael Waldron venne scelto come capo sceneggiatore. La serie venne descritta come un thriller incentrato su Loki che attraversa la storia umana, influenzandone il corso". Waldron presentò la sua idea alla Marvel spiegando di voler realizzare una "grande, folle e divertente avventura nel tempo" che potesse continuamente sorprendere gli spettatori con qualcosa di inatteso. Il mese seguente Feige affermò che la serie avrebbe esplorato le azioni di Loki durante il corso della sua vita millenaria. Feige spiegò in seguito che la scena in cui Loki fugge con il Tesseract in Avengers: Endgame (2019) non era stata concepita come anticipazione della serie televisiva, che iniziò a essere sviluppata solo in seguito, quando la Marvel iniziò a lavorare alle serie televisive per Disney+. Hiddleston venne informato dei piani per la serie nel marzo 2018, poco prima della première di Avengers: Infinity War (2018), affermando di essere stato sorpreso dalla notizia poiché considerava la morte di Loki in quel film come la conclusione dell'arco narrativo del personaggio. Nell'agosto 2019 Kate Herron venne scelta come regista della prima stagione. Per ottenere il lavoro Herron, una grande fan del personaggio, preparò un documento di 60 pagine con "riferimenti, idee per la storia e musiche" da presentare ai dirigenti Marvel. Herron venne confermata alla regia due giorni prima della presentazione della serie al D23 Expo. Dopo che Waldron venne scelto come sceneggiatore di Doctor Strange nel Multiverso della Follia (2022) nel febbraio 2020, lo sceneggiatore Eric Martin venne promosso per occuparsi delle necessità giornaliere della serie e per essere presente sul set, continuando a collaborare con Waldron per qualsiasi riscrittura necessaria. La prima stagione è composta da sei episodi da 40-60 minuti. Feige, Louis D'Esposito, Victoria Alonso, Stephen Broussard, Herron, Waldron e Hiddleston sono i produttori esecutivi della serie.
Nel novembre 2020 venne riportato che la serie era stata rinnovata per una seconda stagione, e nel gennaio 2021 venne riportato che Waldron sarebbe stato nuovamente coinvolto nella produzione. La seconda stagione venne confermata nel luglio 2021. Nello stesso mese Herron confermò che non sarebbe tornata alla regia della seconda stagione. La seconda stagione sarà diretta da Justin Benson e Aaron Moorhead.

### Sceneggiatura
Elissa Karasik, Eric Martin e Bisha K. Ali figurano tra gli sceneggiatori della serie oltre a Waldron, che ha scritto il primo episodio. La serie si svolge dopo gli eventi di Avengers: Endgame, in cui Loki ruba il Tesseract durante gli eventi di The Avengers, creando così una linea temporale alternativa a quella dei film del MCU. Hiddleston collaborò con Waldron e con gli altri sceneggiatori per parlare del personaggio e analizzare le motivazioni dietro le sue scelte nei precedenti film. Waldron affermò che la serie avrebbe esplorato le domande "dov'è andato Loki dopo aver raccolto il Tesseract? Riuscirà mai ad avere un amico?", e cosa rende una persona "veramente buona o veramente cattiva". L'uso delle linee temporali alternative e del Multiverso permise agli autori di introdurre versione alternative dei personaggi del MCU e altre versione di Loki. Waldron spiegò inoltre che, essendo ambientata in una linea temporale alternativa, la serie non avrebbe affrontato "il lutto e le conseguenze" di Avengers: Endgame, potendo così "tracciare un nuovo sentiero verso un nuovo angolo del MCU".
La serie introduce nel MCU la Time Variance Authority (TVA), un'organizzazione che monitora le linee temporali e il Multiverso. Feige e il produttore esecutivo Stephen Broussard cercavano da anni di introdurre l'organizzazione, ma la giusta occasione si presentò solo con Loki. Waldron affermò di trovare divertente la TVA poiché si occupa di un aspetto "straordinario" e "magico" come il viaggio nel tempo e lo presenta in un modo "senz'anima e burocratico". Secondo Waldron, l'inclusione della TVA avrebbe offerto una nuova prospettiva sul tempo e sulla realtà e avrebbe messo in difficoltà Loki, che nel corso dei film è sempre stato rappresentato come un personaggio molto sicuro di sé, portandolo fuori dalla sua zona sicura". Waldron e gli sceneggiatori lavorarono per stabilire con precisione le regole del viaggio del tempo all'interno della TVA in modo che gli spettatori potessero facilmente comprenderle all'inizio della serie; Waldron ritenne importante che la logica alla base dei viaggi nel tempo fosse il più "inattaccabile" possibile, essendo consapevole che gli spettatori avrebbero analizzato minuziosamente ogni dettaglio per sei settimane.
Herron dichiarò che la serie avrebbe portato Loki in una "parte completamente nuova del MCU", e che avrebbe esplorato i poteri del personaggi in un modo nuovo. Broussard affermò che, oltre alla componente dei viaggi nel tempo, la serie sarebbe stata impostata come la storia di "un uomo in fuga". Waldron spiegò inoltre che la serie avrebbe esaminato le difficoltà che Loki ha con la sua identità, e che la TVA era "perfettamente adatta per mostrare a Loki come stanno realmente le cose e permettergli di confrontarsi con sé stesso e con cosa dovrebbe fare". Hiddleston affermò che il personaggio avrebbe cercato di "integrare i numerosi frammenti di tutte le personalità che può assumere". In seguito descrisse Loki come una serie sul tempo e dell'importanza del tempo per una persona. Nella serie sono presenti anche elementi tipici del genere thriller. Waldron affermò che nella serie sono presenti anche storie d'amore, e prese come esempio il rapporto d'amore platonico tra Loki e Mobius M. Mobius, simile a quello tra il truffatore Frank Abagnale e l'agente dell'FBI Carl Hanratty nel film Prova a prendermi (2004). La serie mostra Loki innamorarsi della sua versione femminile, Sylvie: questa storia d'amore era presente fin dalla presentazione iniziale di Waldron e fu esaminata a lungo dagli sceneggiatori, ma infine Waldron ritenne che fosse adatta alle tematiche affrontate dalla serie, che parla di '"amore verso se stessi, autoanalisi e autoperdono" e identità.
Herron descrisse la serie come "un grande prodotto di fantascienza con un cuore", prendendo il film Jurassic Park (1993) come un esempio del tipo di tono ricercato dalla serie. Waldron sviluppò la serie come se fosse composta da sei storie che potessero distinguersi l'una dall'altra, e citò come ispirazione per questa struttura le serie televisive Watchmen e The Leftovers - Svaniti nel nulla. La serie televisiva Mad Men figura tra i principali riferimenti estetici e filosofici per via del suo complesso studio dei personaggi, che "diventano coscienti di chi sono realmente". Tra le altre ispirazioni per la serie figurano i film di Quentin Tarantino, Dal tramonto all'alba (1996) e la serie televisiva Rick and Morty, di cui Waldron è stato sceneggiatore. Per gli elementi thriller della serie Waldron citò come ispirazioni i film di David Fincher Seven (1995) e Zodiac (2007) e Il silenzio degli innocenti (1991). La storia di Kid Loki in Journey into Mystery di Kieron Gillen servì da ispirazione per come "scava nell'umanità [del personaggio] in uno spazio vulnerabile".
Nel novembre 2019 Feige affermò che Loki sarebbe stato collegato a Doctor Strange in the Multiverse of Madness, mentre in seguito si limitò a dire che la serie avrebbe avuto un forte impatto sul MCU, definendola "estremamente importante", e spiegando che avrebbe "gettato le basi" per il futuro. Waldron affermò che uno degli obiettivi della serie era quello di avere "ampie ramificazioni" attraverso tutto il MCU. Waldron collaborò a stretto contatto con Jeff Loveness, sceneggiatore di Ant-Man and the Wasp: Quantumania (2023), in cui è presente il Regno quantico, che è strettamente legato con il Multiverso. Nel finale della prima stagione appare il personaggio di Colui che rimane, interpretato da Jonathan Majors. Majors apparirà anche in Ant-Man and the Wasp: Quantummania nel ruolo di Kang il Conquistatore, una variante di Colui che rimane. Waldron ritenne che fosse sensato che la serie introducesse Kang, dal momento che il personaggio è un "avversario che viaggia nel tempo e nei multiversi" e ritenendolo "il prossimo grande cattivo" del MCU. L'episodio finale della prima stagione è inoltre collegato agli eventi di Doctor Strange in the Multiverse of Madness.

### Casting
Con l'annuncio della serie venne confermato che Hiddleston avrebbe ripreso il ruolo di Loki. Nel novembre 2019 Sophia Di Martino entrò nel cast in un ruolo non specificato, che Deadline Hollywood riportò essere una versione femminile di Loki. Tale affermazione venne confermata con l'uscita del secondo episodio della serie. Waldron affermò di aver scelto Di Martino per il ruolo poiché cercava qualcuno che potesse "uguagliare l'energia" di Tom Hiddleston.
Nel gennaio 2020 si unirono al cast Owen Wilson e Gugu Mbatha-Raw in ruoli centrali, rivelatosi in seguito essere quelli di Mobius M. Mobius e Ravonna Renslayer. Nel marzo 2020 venne riportato che Richard E. Grant sarebbe apparso in un episodio della serie nel ruolo di Classic Loki. Nel settembre 2020 Sasha Lane entrò nel cast in un ruolo non specificato, rivelatosi essere quello della Cacciatrice C-20. Nello stesso mese Jonathan Majors entrò nel cast del film Ant-Man and the Wasp: Quantummania nel ruolo di Kang il Conquistatore; Majors appare anche nell'ultimo episodio della prima stagione di Loki nel ruolo di Colui che rimane, una variante di Kang. Nel dicembre 2020 venne rivelato l'ingresso nel cast di Wunmi Mosaku nel ruolo della Cacciatrice B-15. Nell'aprile 2021 venne rivelato che Eugene Cordero sarebbe apparso nella serie nel ruolo di Casey. Il primo episodio della serie rivelò la presenza nel cast di Tara Strong come doppiatrice di Miss Minutes. Fanno parte del cast principale anche Jack Veal e DeObia Oparei nei ruoli di Kid Loki e Boastful Loki.

### Design
La costumista Christine Wada lavorò ai costumi cercando di renderli "un riflesso esteriore della storia personale" dei personaggi e mostrando il loro logorio nel corso della serie. Nella serie Loki indossa una serie di costumi che rispecchiano il suo viaggio. La miniserie a fumetti Vota Loki figura come ispirazione per uno dei costumi di Loki. L'aspetto di Wilson nella serie è ispirato a quello del fumettista Mark Gruenwald, considerato uno dei massimi esperti dell'universo Marvel; i capelli argentati sono ispirati a un look utilizzato da Wilson durante uno sketch del Saturday Night Live.
Riguardo all'aspetto visivo della serie, Herron affermò di voler realizzare una lettera d'amore verso i film di fantascienza. Tra le ispirazioni della serie citò lo stile noir di Blade Runner (1982), il retrofuturismo di Brazil (1985), Metropolis (1927), Guida galattica per autostoppisti (2005), Alien (1979) e il programma televisivo Teletubbies. Herron citò come ispirazione anche l'architettura brutalista del sudest di Londra unita allo stile del midwest della serie televisiva Mad Men.

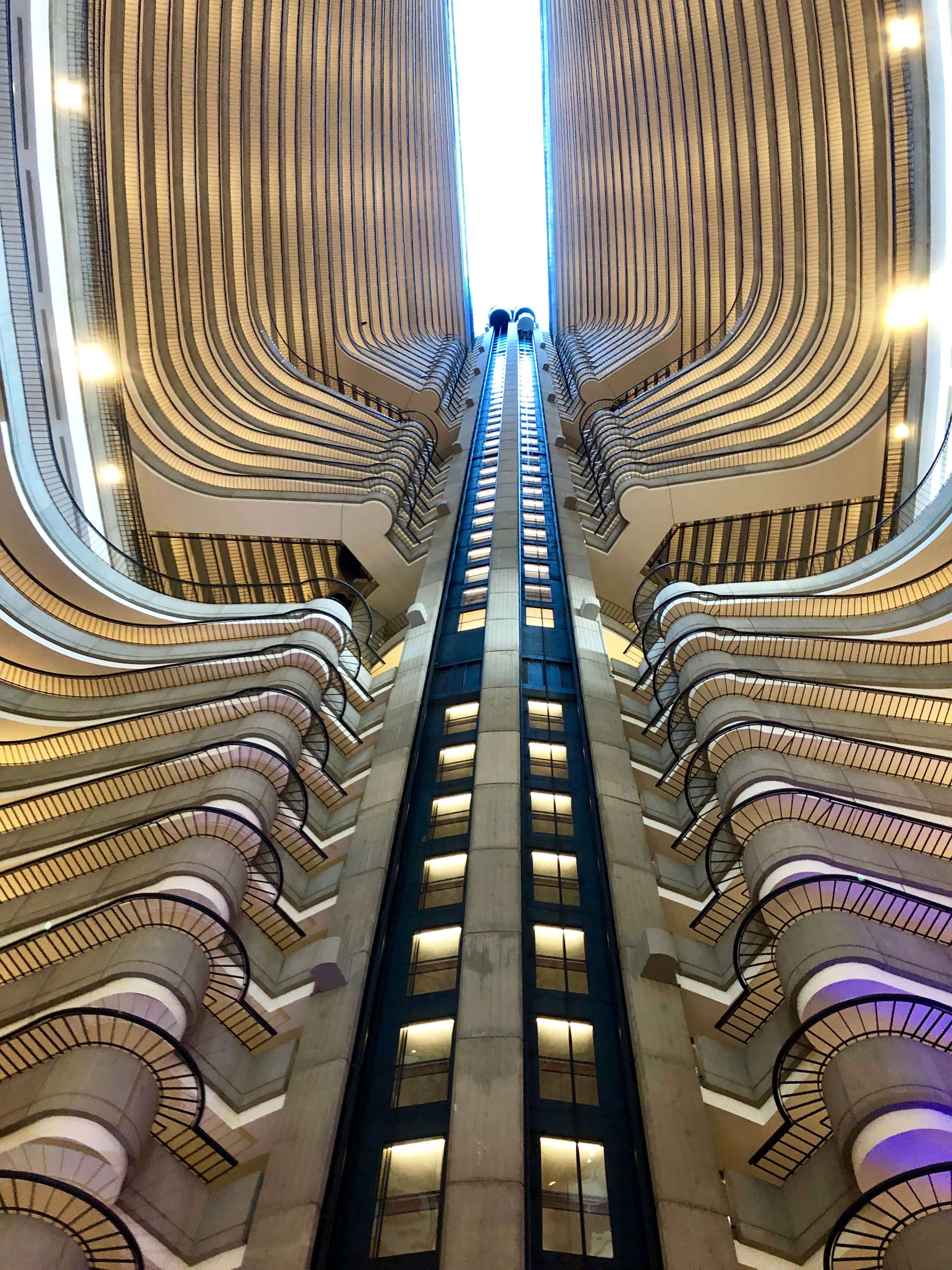
L'hotel Atlanta Marriott Marquis, usato come set per il quartiere generale della TVA.

### Riprese
Le riprese di Loki iniziarono nel gennaio 2020 ad Atlanta. con i titoli di lavorazione Architect e River Cruise. Autumn Durald è la direttrice della fotografia. Nel marzo 2020 le riprese vennero interrotte a causa della pandemia di COVID-19. La produzione riprese ai Pinewood Studios di Atlanta nel settembre 2020. Le riprese terminarono nel dicembre successivo. L'hotel Atlanta Marriott Marquis è stato usato come ambientazione per il quartier generale della TVA.
Le riprese della seconda stagione sono iniziate nell'estate del 2022 nei Pinewood Studios di Londra.

### Post-produzione
Paul Zucker, Emma McCleave e Calum Ross sono i montatori della serie. Herron iniziò a lavorare alla post-produzione durante l'interruzione delle riprese dovuta alla pandemia di COVID-19. La post-produzione terminò il 20 giugno 2021. Gli effetti visivi della serie sono curati da Cantina Creative, Crafty Apes, Digital Domain, FuseFX, Industrial Light & Magic, Luma Pictures, Method Studios, Rise, Rodeo FX e Trixter.

## Colonna sonora
Le musiche della serie sono composte da Natalie Holt. Holt iniziò a lavorare a una suite di temi per Loki, Mobius, Sylvie e la TVA nell'agosto 2020, iniziando dalle musiche dell'ultimo episodio e andando poi a ritroso. Herron usò queste musiche per "dare forma al tono" e alle emozioni della serie. Holt si ispirò alle musiche della serie televisiva Doctor Who e alle prime sperimentazioni con la musica elettronica, unendo questi elementi con temi orchestrali. Per il tema musicale della serie Holt usò il theremin, uno strumento musicale a cui la stessa Herron aveva pensato nella sua presentazione iniziale. Il theremin è suonato da Charlie Draper, che aiutò Holt ad adattare le partiture musicale ai toni bassi del theremin. Nella colonna sonora è presente anche l'onde Martenot, sempre suonato da Draper. La colonna sonora, eseguita dalla Budapest Film Orchestra, unisce il theremin con musiche orchestrali, sintetizzatori analogici, suoni di orologi e strumenti tradizionali scandinavi. Gran parte delle musiche sono state eseguite da remoto a Budapest, mentre Holt lavorava da Londra. Nelle musiche degli ultimi due episodi è presente anche un coro di 32 elementi. Herron definì le musiche di Holt come "liriche e coraggiose" e "stratificate ed elettroniche, con una strana e oscura energia".
Holt descrisse Loki come un personaggio machiavellico e spiegò di volere per lui un tema che avesse una "gravitas e una solennità classica" e al tempo stesso una "sonorità da era spaziale". Tra le sue ispirazioni, Holt citò le sonorità del moog di Wendy Carlos in Arancia meccanica (1971), trovando delle similarità tra Loki e Alex, il protagonista del film. Nel tema della TVA sono presenti suoni di orologi, che si collegano al concetto di tempo, centrale nella serie; Holt voleva che il tema fosse "imponente, quasi come un'esperienza religiosa", con "una grande dilatazione degli accordi" e "ampi movimenti", e si ispirò alla Cavalcata delle Valchirie di Richard Wagner. Il tema ha un "suono leggermente granuloso, sbiadito, da fantascienza vintage" per riflettere la natura analogica della TVA. Holt creo una versione demo del tema col sintetizzatore e un'altra su nastro analogico che fu usata per i titoli di testa, mentre la versione orchestrale è usata nei titoli di coda degli episodi.
L'hardingfele e il nyckelharpa, due strumenti scandinavi, sono usati per richiamare Asgard e la madre di Loki, Frigga, e per il tema di Sylvie, descritto da Holt come una musica "molto tetra, orchestrale [...] e sanguinaria". I temi di Sylvie e Frigga sono collegati, poiché Holt voleva far percepire il passato, la storia e le emozioni tra le due. L'hardinfele è suonato da Olav Mjelva, mentre il nyckelharpa da Erik Rydvall. Holt scrisse i temi per il violino e collaborò poi con i due musicisti per adattarl agli strumenti scandinavi e dare ai temi "più cuore" e un'orchestrazione folk. Per il tema di Mobius, Holt si ispirò a Bon Jovi e alla musica rock degli anni novanta, mentre il tema di Renslayer, collegato a quello di Mobius, e "come un organo alto"; il tema di B-15 è basato su un ritmo di batteria al quale Holt aggiunse la sua voce campionata su vari livelli per creare un "orribile suono scivoloso con questo ritmo martellante come base".
La colonna sonora della serie è pubblicata digitalmente da Marvel Music e Hollywood Records in due volumi: il primo, contenente le musiche dei primi tre episodi, è stato distribuito il 2 luglio 2021; il secondo, con le musiche degli ultimi tre episodi, il 23 luglio. Il brano dei titoli di coda, TVA, è stata distribuita come singolo l'11 giugno.

## Promozione
Le prime immagini della serie vennero mostrate durante il Super Bowl LIV nel febbraio 2020 in uno spot comprendente anche WandaVision e The Falcon and the Winter Soldier. Nel dicembre 2020 venne distribuito il trailer ufficiale in occasione del Disney Investor Day. Nell'aprile 2021 venne distribuito un secondo trailer.
Il 4 giugno 2021 sulla piattaforma Disney+ sono stati pubblicato due episodi di Marvel Studios: Legends contenenti delle clip che riassumono le storie di Loki e del Tesseract nei precedenti film. Il 29 settembre 2023 sono stati pubblicati altri due episodi contenenti delle clip sulle Varianti e sulla TVA.

### Assembled
Nel febbraio 2021 venne annunciata una serie documentario intitolata Assembled, incentrata sul making of dei film e delle serie televisive del MCU. Un episodio dedicato a Loki è stato distribuito il 21 luglio 2021, dopo la conclusione della serie.

## Distribuzione
Loki ha debuttato il 9 giugno 2021 sulla piattaforma di video on demand Disney+, in tutti i territori in cui il servizio è disponibile. La prima stagione della serie è composta da sei episodi, distribuiti settimanalmente di mercoledì. La serie era inizialmente prevista per maggio 2021.
La prima stagione si è conclusa il 14 luglio 2021.
La seconda stagione ha debuttato su Disney+ il 6 ottobre 2023, sempre composta da sei episodi pubblicati settimanalmente.

### Edizione italiana

#### Doppiaggio
Il doppiaggio italiano e la sonorizzazione della serie TV sono stati eseguiti dalla Dubbing Brothers Int. Italia. La direzione del doppiaggio è di Metello Mori, e i dialoghi sono a cura di Barbara Bregant nella prima stagione e Gian Paolo Gasperi nella seconda.

## Accoglienza

### Ascolti
In appena sette giorni, Loki è diventata la serie streaming più popolare al mondo nel suo periodo, superando The Falcon and The Winter Soldier che ha richiesto un giorno in più per raggiungere questo risultato. Il record di Loki è stato superato l'anno successivo dalla miniserie Obi-Wan Kenobi.
Loki dopo essersi consolidata come la serie con il miglior debutto del 2021 di Disney+, spiega Parrot Analytics che la serie si è consolidata anche come la più vista al mondo tra quelle in onda nel suo primo periodo di trasmissione.
Il sito spiega infatti che, con l’uscita del secondo episodio, la serie ha raggiunto un indice di richiesta dell’89.9x, ovvero è stata vista 89.9 volte rispetto ad una serie TV nella media (per fare un confronto, è stata richiesta il 29% in più delle volte rispetto al Trono di Spade).

### Critica
La serie è stata accolta positivamente dalla critica. Sull'aggregatore di recensioni Rotten Tomatoes la prima stagione ha un indice di gradimento del 92% basato su 328 recensioni, con un voto medio di 7,9 su 10; il commento del sito recita: "Una incantevole deviazione dal MCU che conosciamo, Loki vede la star Tom Hiddleston passare con successo da amato villain ad accattivante antieroe -- con un po' di aiuto dal delizioso Owen Wilson -- in una serie che è instabile, affascinante e vagamente pericolosa come lo stesso semidio". Su Metacritic ha un voto di 74 su 100 basato su 32 recensioni.
Le recensioni dei primi due episodi hanno evidenziato come punto di forza della serie il rapporto e gli scambi di battute tra i personaggi di Hiddleston e Wilson. I critici hanno inoltre lodato le scenografie di Kasra Farahani e la fotografia di Autumn Durald Arkapaw.
Recensendo i primi due episodi della serie, Nick Allen di RogerEbert.com ha definito la serie "una aggiunta eccitante e davvero brillante alla narrazione Marvel, una che prende e catapulta il suo complicato villain in un territorio originale con l'aiuto del viaggio nel tempo", aggiungendo che la serie potrebbe diventare una "perla della fantascienza". Helen O'Hara di Empire ha dato alla serie 4 stelle su 5, scrivendo: "Lo show della Marvel più d'intrattenimento finora, [Loki] dona profondità al suo personaggio centrale senza perdere la sua leggerezza, e lo rende simpatico senza dimenticare che i cattivi sono sempre più divertenti.
Brian Lowry della CNN ha apprezzato l'aspetto visivo della serie, aggiungendo tuttavia che "vedere Tom Hiddleston riprendere il suo ruolo del suadente cattivo di Thor ha il suo fascino, ma per ora il dio dell'inganno non ha assunto la forma di un concept totalmente convincente". Ben Travers di IndieWire ha criticato l'eccessiva esposizione dei primi due episodi, scrivendo: "Waldron e Herron infilano dentro qualsiasi cosa possibile per trasformare l'esposizione in intrattenimento, ma c'è ben poco da fare se decidi di rispondere a ogni singola domanda sul viaggio nel tempo".

## Riconoscimenti
- 2022 – Screen Actors Guild Award
  - Candidatura per Migliori controfigure televisive
- 2022 - BAFTA Television Awards
  - Candidatura per Miglior musica originale a Natalie Holt
- 2022 - Golden Reel Awards
  - Candidatura per Miglior Sound Editing - Serie limitata o antologia a David Acord, Matthew Wood, Kirsten Mate, Adam Kopald, Steve Slanec, Brad Semenoff, David Farmer, Joel Raabe, Shelley Roden, John Roesch, Anele Onyekwere, Nashia Wachsman e Ed Hamilton per Viaggio nel mistero
- 2022 - Kids' Choice Award
  - Candidatura al Favorite TV Show
  - Candidatura al Favorite Male TV Star
- 2021 - E! People's Choice Awards
  - Miglior Serie TV
  - Candidatura come Bingeworthy Show
  - Miglior Star maschile in una serie TV a Tom Hiddleston